# Stizocera diversispinis
Stizocera diversispinis là một loài bọ cánh cứng trong họ Cerambycidae.